# 患者憲章
患者憲章（かんじゃけんしょう、英: Patient's Charter、 患者の権利憲章）とはイギリス政府による（後にNHS憲章によって置き換わる）公式文書であり、また各国・各医療機関による患者の権利と責務を一覧にし医療従事者によって守られるべき行動規範を記したものである。 一般には患者の権利章典と同じような意味で使われることもある。

## 概要
患者憲章は、イギリス政府の公式文書としてスタートし、国民健康サービス（NHS）を受ける患者の権利を様々に保障するものであった。その後、他の国々においても患者憲章を発行するインスパイアの元となっている。 
この患者憲章は、1991年、保守党政権当時に導入されたもので、1995年と1997年に改訂された。 この憲章は、一般診療 、病院治療、地域治療、救急車、歯科、眼科、 製薬および産科医療を含むサービス分野における権利を定めている。 
この患者憲章は2000年に補完され、その後2013年にNHS憲章（NHS Constitution）として吸収・法制化され置き換えられることになった。

## 日本
日本には患者の権利について定めた法律はない。
日弁連（日本弁護士連合会）は2011年10月6日第54回人権擁護大会の声明において、「我が国には、このような基本的人権である患者の権利を定めた法律がない」「日本医師会生命倫理懇談会による1990年の『説明と同意』についての報告も、こうした流れを受けたものではあるが、『説明と同意』という訳語は、インフォームド・コンセントの理念を正しく伝えず，むしろ従来型のパターナリズムを温存させるものである」と批判している。患者の権利法(法制化運動)も参照。